# Meliesallee 24

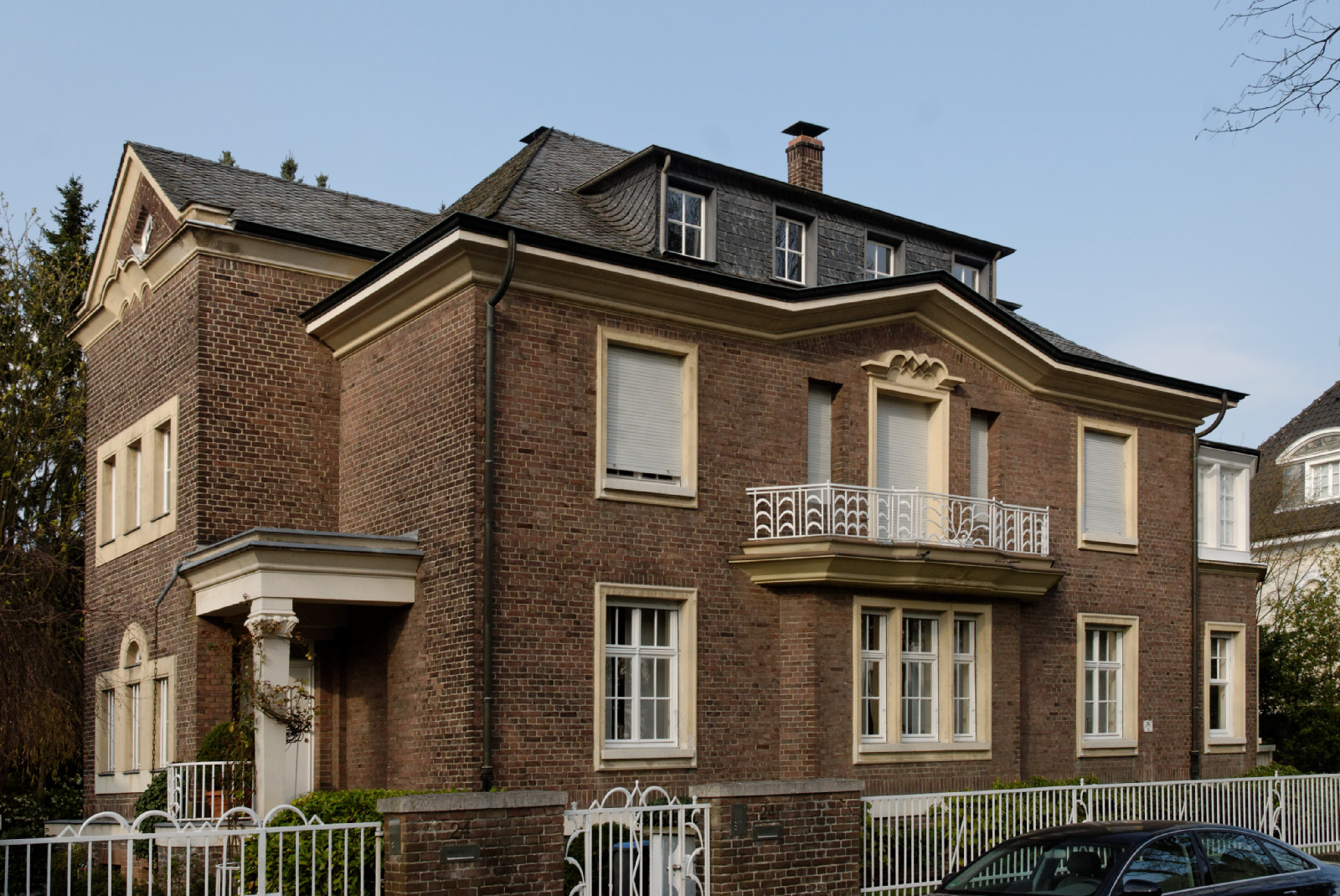
Wohnhaus Meliesallee 24

Das Haus Meliesallee 24 in Düsseldorf-Benrath wurde 1925 nach Entwürfen des Architekten Kallenbach erbaut. Stilistisch ist das Gebäude mit dem Haus Hannemann verwandt, das als „englisches Landhaus mit Anklängen an den Palladianismus“ und als „typisches Beispiel für die fast ausschließlich konservative Moderne im Landhausbau jener Jahre“ gilt. Das Haus gilt ebenso als Beispiel für eine „dominierende Tendenz in jenen Jahren“. Stilistisch ist das Haus mit Theodor Merrills Häusern in Köln vergleichbar.